# Aeroportul Rughenda
Aeroportul Rughenda (IATA: RUE, ICAO: FZMB) este un aeroport din Provincia Nord-Kivu, Republica Democratică Congo ce deservește zona Butembo.
aeroportul dispune de o singură pistă.